# 손흠
손흠(孫歆, ? ~ ?)은 중국 삼국 시대 오나라의 황족이자 무장이다.

## 행적
《오력》에 따르면, 손린에게는 작위를 이은 손묘 외에도 아들이 더 있어, 손술은 무창독 · 평형주사가 되었고, 손진은 무난독이 되었고, 손해는 성문교위가 되었고, 손흠은 악향독이 되었다.
천기 4년(280년), 서진에서 대대적으로 군사를 출동시켜 오나라를 정벌하였다. 두예(杜預)가 아문장 관정(管定), 주지(周旨), 오소(伍巢) 등에게 8백 명을 주어 악향을 습격하고, 기치를 많이 벌이고 파산에서 불을 일으키자, 손흠은 두려워하고 놀라 강릉독 오연(伍延)에게 북쪽에서 내려온 여러 군사들이 마치 장강을 날아서 넘어온 것 같습니다.라는 내용의 편지를 보냈다. 이어 손흠은 왕준(王濬)의 군대를 요격했다가 패퇴하고 성내로 돌아왔는데, 퇴각 도중에 매복하고 있던 주지, 오소 등의 군대가 끼어들어갔으나 이를 몰라 진중에서 주지, 오소에게 결국 사로잡혔다.
왕준이 미리 손흠의 머리를 서울로 올려보냈는데, 두예가 나중에 손흠을 산 채로 보냈으므로 웃음거리가 되었다.

## 《삼국지연의》의 묘사
천기 4년, 표기장군으로써 장제의 상주에 따라 두예의 군대를 거기장군 오연, 육경(陸景)과 함께 요격했다. 그러나 두예와 싸워 패배하고 성으로 돌아가는데, 주지가 거느린 군사 8백 명이 성을 취하자 크게 놀라 “북쪽에서 온 군대는 강을 날아서 건넜는가!”라고 말하며 물러서려고 했으나 뒤에서 나타난 주지에게 죽임을 당하였다.

## 친척 관계
※손견 · 손정의 계보는 각 항목을 참조할 것.

### 관련 인물
- 손강
- 손분
- 손보
- 손린
- 손진
- 손술